# 维莱勒塞克 (默尔特-摩泽尔省)
维莱勒塞克（法語：Villey-le-Sec，法語發音：[vilɛ lə sɛk]）是法国默尔特-摩泽尔省的一个市镇，位于该省西南部，属于图勒区。

## 地理
维莱勒塞克（48°39'32"N, 5°58'37"E）面积6.4 平方千米，位于法国大東部大區默尔特-摩泽尔省，该省份为法国东北部内陆省份，是洛林的一部分，北邻比利时、卢森堡，北起顺时针与摩泽尔省、下莱茵省、孚日省和默兹省接壤。
与维莱勒塞克接壤的市镇（或旧市镇、城区）包括：摩泽尔河畔绍德内、多马坦莱图勒、贡德勒维尔、皮埃尔拉特雷什、塞克塞欧福日。

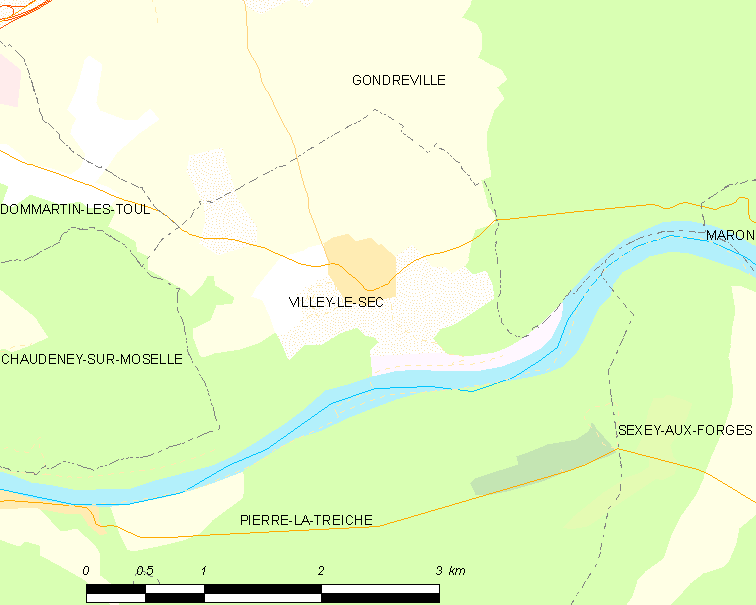
的OSM定位图

维莱勒塞克的时区为UTC+01:00、UTC+02:00（夏令时）。

## 行政
维莱勒塞克的邮政编码为54840，INSEE市镇编码为54583。

## 政治
维莱勒塞克所属的省级选区为图勒县。

## 人口

1962-2008年间人口变化图示

维莱勒塞克于2022年1月1日时的人口数量为419人。